# Campionato mondiale di hockey su ghiaccio 1963
Il 30º Campionato mondiale di hockey su ghiaccio, valido anche come 41º campionato europeo di hockey su ghiaccio, si tenne nel periodo fra il 7 e il 17 marzo 1963 in Svezia, nella città di Stoccolma. Questa fu la terza volta che il paese scandinavo organizzò i mondiali, dopo le edizioni del 1949 e del 1954. Il torneo iridato servì inoltre come torneo di qualificazione al torneo olimpico per i giochi invernali di Innsbruck del 1964.
Dopo il boicottaggio avvenuto l'anno precedente le nazioni del blocco orientale ritornarono a disputare la rassegna mondiale; nel Gruppo A si ripresentarono Unione Sovietica Cecoslovacchia e Germania Est, nel Gruppo B Romania e Jugoslavia, mentre nel Gruppo C ritornò l'Ungheria e fece il suo esordio internazionale la Bulgaria. Alle Olimpiadi si qualificarono sette formazioni del Gruppo A, una delle quali scelta come rappresentante della Germania fra le selezioni dell'Ovest e dell'Est, cinque del Gruppo B e due del Gruppo C, inclusa l'organizzatrice Austria. Le altre due formazioni partecipanti furono selezionate al di fuori dell'evento iridato.
Al via del Gruppo A si presentarono otto squadre, riunite in un unico girone all'italiana valido per l'assegnazione delle medaglie. La vittoria andò per la terza volta nella sua storia all'Unione Sovietica, la quale si impose grazie alla differenza reti, a pari punti giunse seconda la Svezia, mentre al terzo posto giunse la Rep. Ceca. Il Gruppo B venne vinto dalla Norvegia mentre il Gruppo C dall'Austria.

## Campionato mondiale Gruppo A

### Girone finale
| Stoccolma 7 marzo 1963, ore 12:00 | Finlandia | 1 – 6 (0-0; 0-2; 1-4) | Unione Sovietica | Johanneshovs isstadion (3.788 spett.) |

| Stoccolma 7 marzo 1963, ore 16:00 | Cecoslovacchia | 10 – 1 (3-0; 4-1; 3-0) | Germania Ovest | Johanneshovs isstadion (1.182 spett.) |

| Stoccolma 7 marzo 1963, ore 20:00 | Svezia | 5 – 1 (2-1; 0-0; 3-0) | Germania Est | Johanneshovs isstadion (8.872 spett.) |

| Stoccolma 8 marzo 1963, ore 12:00 | Finlandia | 11 – 3 (3-1; 6-1; 2-1) | Stati Uniti | Johanneshovs isstadion (2.526 spett.) |

| Stoccolma 8 marzo 1963, ore 16:00 | Germania Ovest | 0 – 6 (0-2; 0-1; 0-3) | Canada | Johanneshovs isstadion (1.843 spett.) |

| Stoccolma 8 marzo 1963, ore 20:00 | Svezia | 2 – 1 (0-1; 2-0; 0-0) | Unione Sovietica | Johanneshovs isstadion (14.790 spett.) |

| Stoccolma 9 marzo 1963, ore 14:00 | Canada | 11 – 5 (3-4; 4-1; 4-0) | Germania Est | Johanneshovs isstadion (4.547 spett.) |

| Stoccolma 9 marzo 1963, ore 18:00 | Cecoslovacchia | 10 – 1 (5-0; 4-0; 1-1) | Stati Uniti | Johanneshovs isstadion (3.199 spett.) |

| Stoccolma 10 marzo 1963, ore 12:00 | Cecoslovacchia | 8 – 3 (1-3; 5-0; 2-0) | Germania Est | Johanneshovs isstadion (2.283 spett.) |

| Stoccolma 10 marzo 1963, ore 16:00 | Svezia | 4 – 0 (1-0; 1-0; 2-0) | Finlandia | Johanneshovs isstadion (15.763 spett.) |

| Stoccolma 10 marzo 1963, ore 20:00 | Germania Ovest | 3 – 15 (2-5; 0-4; 1-6) | Unione Sovietica | Johanneshovs isstadion (1.756 spett.) |

| Stoccolma 11 marzo 1963, ore 16:00 | Finlandia | 4 – 4 (0-2; 4-1; 0-1) | Germania Ovest | Johanneshovs isstadion (1.738 spett.) |

| Stoccolma 11 marzo 1963, ore 20:00 | Canada | 10 – 4 (1-2; 4-1; 5-1) | Stati Uniti | Johanneshovs isstadion (5.503 spett.) |

| Stoccolma 12 marzo 1963, ore 12:00 | Unione Sovietica | 12 – 0 (4-0; 4-0; 4-0) | Germania Est | Johanneshovs isstadion (5.677 spett.) |

| Stoccolma 12 marzo 1963, ore 16:00 | Svezia | 17 – 2 (6-0; 4-1; 7-1) | Stati Uniti | Johanneshovs isstadion (15.124 spett.) |

| Stoccolma 12 marzo 1963, ore 20:00 | Canada | 4 – 4 (1-2; 2-1; 1-1) | Cecoslovacchia | Johanneshovs isstadion (15.641 spett.) |

| Stoccolma 13 marzo 1963, ore 16:00 | Germania Est | 1 – 0 (0-0; 0-0; 1-0) | Finlandia | Johanneshovs isstadion (1.737 spett.) |

| Stoccolma 13 marzo 1963, ore 20:00 | Svezia | 10 – 2 (1-2; 3-0; 6-0) | Germania Ovest | Johanneshovs isstadion (8.452 spett.) |

| Stoccolma 14 marzo 1963, ore 12:00 | Finlandia | 2 – 12 (0-4; 1-2; 1-6) | Canada | Johanneshovs isstadion (14.302 spett.) |

| Stoccolma 14 marzo 1963, ore 16:00 | Germania Ovest | 4 – 8 (1-1; 1-3; 2-4) | Stati Uniti | Johanneshovs isstadion (905 spett.) |

| Stoccolma 14 marzo 1963, ore 20:00 | Cecoslovacchia | 1 – 3 (1-1; 0-1; 0-1) | Unione Sovietica | Johanneshovs isstadion (15.505 spett.) |

| Stoccolma 15 marzo 1963, ore 12:00 | Cecoslovacchia | 5 – 2 (2-0; 2-1; 1-1) | Finlandia | Johanneshovs isstadion (10.872 spett.) |

| Stoccolma 15 marzo 1963, ore 16:00 | Unione Sovietica | 9 – 0 (3-0; 5-0; 1-0) | Stati Uniti | Johanneshovs isstadion (3.049 spett.) |

| Stoccolma 15 marzo 1963, ore 20:00 | Svezia | 4 – 1 (1-0; 0-1; 3-0) | Canada | Johanneshovs isstadion (15.625 spett.) |

| Stoccolma 16 marzo 1963, ore 18:00 | Germania Ovest | 4 – 3 (2-0; 1-2; 1-1) | Germania Est | Johanneshovs isstadion (5.080 spett.) |

| Stoccolma 17 marzo 1963, ore 9:00 | Stati Uniti | 3 – 3 (2-0; 0-0; 1-3) | Germania Est | Johanneshovs isstadion (2.491 spett.) |

| Stoccolma 17 marzo 1963, ore 12:00 | Svezia | 2 – 3 (1-0; 0-3; 1-0) | Cecoslovacchia | Johanneshovs isstadion (15.997 spett.) |

| Stoccolma 17 marzo 1963, ore 16:00 | Unione Sovietica | 4 – 2 (3-0; 1-0; 0-2) | Canada | Johanneshovs isstadion (15.719 spett.) |

| Pos. |                  | PG | V | N | P | GF | GS | DR  | Pt |
| 1.   | Unione Sovietica | 7  | 6 | 0 | 1 | 50 | 9  | +41 | 12 |
| 2.   | Svezia           | 7  | 6 | 0 | 1 | 44 | 10 | +34 | 12 |
| 3.   | Cecoslovacchia   | 7  | 5 | 1 | 1 | 41 | 16 | +25 | 11 |
| 4.   | Canada           | 7  | 4 | 1 | 2 | 46 | 23 | +23 | 9  |
| 5.   | Finlandia        | 7  | 1 | 1 | 5 | 20 | 35 | -15 | 3  |
| 6.   | Germania Est     | 7  | 1 | 1 | 5 | 16 | 43 | -27 | 3  |
| 7.   | Germania Ovest   | 7  | 1 | 1 | 5 | 18 | 56 | -38 | 3  |
| 8.   | Stati Uniti      | 7  | 1 | 1 | 5 | 21 | 64 | -43 | 3  |

### Graduatoria finale
| Pos | Squadra          |
| --- | ---------------- |
|     | Unione Sovietica |
|     | Svezia           |
|     | Cecoslovacchia   |
| 4   | Canada           |
| 5   | Finlandia        |
| 6   | Germania Est     |
| 7   | Germania Ovest   |
| 8   | Stati Uniti      |

| Campione del mondo di hockey su ghiaccio 1963 |
| Unione Sovietica 3º titolo                    |

| Pos | Squadra          | Formazione |
| --- | ---------------- | --- |
|     | Unione Sovietica | Viktor Konovalenko, Boris Zajcev, Nikolaj Sologubov, Aleksandr Ragulin, Ėduard Ivanov, Vitalij Davydov, Viktor Kuz'kin, Boris Majorov, Vjačeslav Staršinov, Evgenij Majorov, Leonid Volkov, Aleksandr Al'metov, Veniamin Aleksandrov, Jurij Volkov, Vladimir Jurzinov, Viktor Jakušev, Jurij Paramoškin, Stanislav Petuchov |
|     | Svezia           | Lennart Häggroth, Kjell Svensson, Gert Blomé, Nils Johansson, Bert-Olav Nordlander, Roland Stoltz, Per-Olof Härdin, Lars-Eric Lundvall, Hans Mild, Eilert Määttä, Nisse Nilsson, Ronald Pettersson, Ulf Sterner, Sven Tumba Johansson, Carl-Göran Öberg, Uno Öhrlund                                                        |
|     | Cecoslovacchia   | Josef Mikoláš, Vladimír Dzurilla, Stanislav Sventek, František Tikal, Rudolf Potsch, Jan Kasper, František Gregor, Vlastimil Bubník, Luděk Bukač, Miroslav Vlach, Ján Starší, Josef Černý, Jiří Dolana, Jaroslav Walter, Jaroslav Jiřík, Stanislav Prýl, František Vaněk                                                    |

### Riconoscimenti
Riconoscimenti individuali
| Premio             | Giocatore      |
| ------------------ | -------------- |
| Miglior portiere   | Seth Martin    |
| Miglior difensore  | Roland Stoltz  |
| Miglior attaccante | Miroslav Vlach |

All-Star Team
| Attacco:  | Hans Mild - Adolph Tambelini - Miroslav Vlach |
| Difesa:   | Harry Smith - Aleksandr Ragulin               |
| Portiere: | Kjell Svensson                                |

### Campionato europeo
Il torneo fu valido anche per il 41º campionato europeo e venne utilizzata la graduatoria finale del campionato mondiale per determinare le posizioni del torneo continentale; la vittoria andò per la settima volta all'Unione Sovietica, vincitrice del titolo mondiale.
| Pos | Squadra          |
| --- | ---------------- |
|     | Unione Sovietica |
|     | Svezia           |
|     | Cecoslovacchia   |
| 4   | Finlandia        |
| 5   | Germania Est     |
| 6   | Germania Ovest   |

## Campionato mondiale Gruppo B
| Stoccolma 7 marzo 1963 | Svizzera | 8 – 0 (3-0; 2-0; 3-0) | Regno Unito |  |

| Stoccolma 7 marzo 1963 | Romania | 4 – 3 (3-0; 1-1; 0-2) | Polonia |  |

| Stoccolma 8 marzo 1963 | Norvegia | 8 – 2 (1-1; 1-0; 6-1) | Francia |  |

| Stoccolma 8 marzo 1963 | Svizzera | 8 – 1 (4-0; 3-1; 1-0) | Jugoslavia |  |

| Stoccolma 8 marzo 1963 | Romania | 8 – 1 (2-0; 3-1; 3-0) | Regno Unito |  |

| Stoccolma 9 marzo 1963 | Polonia | 6 – 2 (2-0; 3-1; 1-1) | Norvegia |  |

| Stoccolma 9 marzo 1963 | Jugoslavia | 7 – 3 (4-0; 0-2; 3-1) | Francia |  |

| Stoccolma 10 marzo 1963 | Svizzera | 4 – 4 (1-1; 1-1; 2-2) | Romania |  |

| Stoccolma 10 marzo 1963 | Polonia | 10 – 0 (3-0; 1-0; 6-0) | Regno Unito |  |

| Stoccolma 11 marzo 1963 | Svizzera | 5 – 0 (2-0; 1-0; 2-0) | Francia |  |

| Stoccolma 11 marzo 1963 | Romania | 7 – 4 (1-1; 2-1; 4-2) | Jugoslavia |  |

| Stoccolma 11 marzo 1963 | Norvegia | 9 – 2 (2-0; 4-1; 3-1) | Regno Unito |  |

| Stoccolma 12 marzo 1963 | Polonia | 10 – 1 (2-0; 4-1; 4-0) | Francia |  |

| Stoccolma 12 marzo 1963 | Norvegia | 7 – 3 (1-0; 2-1; 4-2) | Jugoslavia |  |

| Stoccolma 13 marzo 1963 | Svizzera | 2 – 1 (1-0; 0-1; 1-0) | Polonia |  |

| Stoccolma 14 marzo 1963 | Romania | 5 – 0 (1-0; 2-0; 2-0) | Francia |  |

| Stoccolma 14 marzo 1963 | Jugoslavia | 4 – 2 (2-0; 1-0; 1-2) | Regno Unito |  |

| Stoccolma 14 marzo 1963 | Norvegia | 4 – 1 (1-0; 2-0; 1-1) | Svizzera |  |

| Stoccolma 16 marzo 1963 | Polonia | 22 – 4 (6-1; 5-3; 11-0) | Jugoslavia |  |

| Stoccolma 16 marzo 1963 | Francia | 8 – 3 (3-1; 2-0; 3-2) | Regno Unito |  |

| Stoccolma 16 marzo 1963 | Norvegia | 5 – 1 (2-1; 0-0; 3-0) | Romania |  |

| Pos. |             | PG | V | N | P | GF | GS | DR  | Pt |
| 1.   | Norvegia    | 6  | 5 | 0 | 1 | 35 | 15 | +20 | 10 |
| 2.   | Svizzera    | 6  | 4 | 1 | 1 | 28 | 20 | +18 | 9  |
| 3.   | Romania     | 6  | 4 | 1 | 1 | 29 | 17 | +12 | 9  |
| 4.   | Polonia     | 6  | 4 | 0 | 2 | 52 | 13 | +39 | 8  |
| 5.   | Jugoslavia  | 6  | 2 | 0 | 4 | 23 | 49 | -26 | 4  |
| 6.   | Francia     | 6  | 1 | 0 | 5 | 14 | 38 | -24 | 2  |
| 7.   | Regno Unito | 6  | 0 | 0 | 5 | 8  | 47 | -39 | 0  |

## Campionato mondiale Gruppo C
| Stoccolma 7 marzo 1963 | Ungheria | 25 – 1 (10-0; 8-0; 7-1) | Belgio |  |

| Stoccolma 7 marzo 1963 | Austria | 13 – 2 (5-0; 3-2; 5-0) | Danimarca |  |

| Stoccolma 8 marzo 1963 | Bulgaria | 3 – 3 (2-1; 1-1; 0-1) | Paesi Bassi |  |

| Stoccolma 9 marzo 1963 | Austria | 3 – 1 (1-1; 2-0; 0-0) | Ungheria |  |

| Stoccolma 10 marzo 1963 | Bulgaria | 7 – 3 (2-1; 2-2; 3-0) | Belgio |  |

| Stoccolma 10 marzo 1963 | Danimarca | 4 – 1 (2-0; 1-1; 1-0) | Paesi Bassi |  |

| Stoccolma 11 marzo 1963 | Austria | 13 – 2 (4-1; 5-1; 4-0) | Paesi Bassi |  |

| Stoccolma 12 marzo 1963 | Ungheria | 10 – 3 (3-0; 3-1; 4-2) | Danimarca |  |

| Stoccolma 12 marzo 1963 | Austria | 30 – 0 (8-0; 11-0; 11-0) | Belgio |  |

| Stoccolma 13 marzo 1963 | Danimarca | 5 – 4 (1-1; 3-2; 1-1) | Bulgaria |  |

| Stoccolma 13 marzo 1963 | Paesi Bassi | 13 – 1 (4-0; 2-1; 7-0) | Belgio |  |

| Stoccolma 14 marzo 1963 | Austria | 3 – 2 (2-1; 0-1; 1-0) | Bulgaria |  |

| Stoccolma 15 marzo 1963 | Ungheria | 13 – 2 (3-2; 3-0; 7-0) | Paesi Bassi |  |

| Stoccolma 15 marzo 1963 | Danimarca | 8 – 3 (6-3; 1-0; 1-0) | Belgio |  |

| Stoccolma 16 marzo 1963 | Ungheria | 8 – 3 (1-1; 2-2; 5-0) | Bulgaria |  |

| Pos. |             | PG | V | N | P | GF | GS | DR  | Pt |
| 1.   | Austria     | 5  | 5 | 0 | 0 | 62 | 7  | +55 | 10 |
| 2.   | Ungheria    | 5  | 4 | 0 | 1 | 57 | 12 | +45 | 8  |
| 3.   | Danimarca   | 5  | 3 | 0 | 2 | 22 | 31 | -9  | 6  |
| 4.   | Bulgaria    | 5  | 1 | 1 | 3 | 19 | 22 | -3  | 3  |
| 5.   | Paesi Bassi | 5  | 1 | 1 | 3 | 21 | 34 | -13 | 3  |
| 6.   | Belgio      | 5  | 0 | 0 | 5 | 8  | 83 | -75 | 0  |